# Дежурный генерал
Дежурный генерал — в органах управления стратегических звеньев вооружённых сил (ВС) многих государств, должностное лицо в генеральском звании, возглавляющее дежурный расчёт главного командного пункта ВС или вида ВС. 
В обязанности дежурного генерала входит контроль за исполнением приказов и распоряжений высшего командования; сбор информации о боеготовности ВС и доклад их высшему командованию; контроль готовности средств связи. Дежурными генералами также называются лица, назначенные в порядке очередного дежурства в высших органах управления вооружённых сил многих государств. В зависимости от контекста, может также обозначать постоянную воинскую должность. Правление дежурного генерала армии, по военной полиции, по частям судебноисполнительной и госпитальной в Вооружённых силах Российской империи называлось Дежурство армии.

## В Российской империи
В Русской армии существовали должности дежурных генералов, с 1812 года в Главном Штабе и штабах армий. В ведении дежурного генерала находились вопросы, относящиеся к строевой, тыловой, военно-санитарной, военно-полицейской и военно-судебной службам.
До преобразования учреждений военного министерства в начале 1860-х годов, дежурным генералом назывался директор Инспекторского департамента военного министерства (дежурный генерал Главного штаба Его Величества), Инспекторского департамента морского министерства (дежурный генерал управлял им непосредственно, на правах директора, заведуя личным составом всего морского ведомства и архивом морского министерства) и начальник дежурства в армии. 
В ходе преобразований должность дежурного генерала была упразднена как в организации мирного, так и в организации военного времени, но позже восстановлена положением о полевом управлении войск 1890 года. Дежурные генералы входили в состав чинов полевого штаба действующей армии и заведовали инспекторской, санитарной и военно-судебной частями, а также занимались делопроизводством по вопросам, касающимся численности и личного состава армии. В 1891 году должность дежурного генерала была введена и в штаты мирного времени некоторых (в приграничных) военно-окружных управлений, в том числе Варшавского, Виленского, Киевского. Управление окружного дежурного генерала состояло из инспекторского, хозяйственного, госпитального отделений, канцелярии и архива. Сокращённое наименование «Дежурство» было присвоено Особому отделу Управления дежурного генерала армии.
Дежурными генералами также назывались офицеры по особым поручениям в свите ЕИВ, а также состоявшие при фельдмаршалах и генералиссимусах.